# Zoskales
Zoskales (so die griechische Namensform) war ein um die Mitte des 1. Jahrhunderts n. Chr. lebender Herrscher an der ostafrikanischen Küste. Er wird oft als der früheste historisch belegte König von Aksum betrachtet.
Zoskales wird von dem anonymen Autor des Periplus Maris Erythraei als Herrscher der Küstenregion um die wichtige Hafenstadt Adulis erwähnt (Periplus 5: ...von den Moschophagoi bis zum Rest der Barbaria...; damit ist ein Gebiet von Ptolemais Theron bis an die Nordküste des heutigen Somalias gemeint). Wie weit sein Herrschaftsgebiet ins Landesinnere reichte, ist allerdings unbekannt. Im Periplus wird Zoskales als Zeitgenosse des Autors erwähnt. Zoskales soll demnach außerdem eifersüchtig auf seinen Besitz bedacht gewesen sein und nach mehr gestrebt haben, er habe ansonsten aber eine gute Persönlichkeit besessen und beherrsche die griechische Sprache, verfügte also über eine gewisse Bildung.
Der Schilderung im Periplus zufolge ist nicht klar, ob Zoskales ein aksumitischer Herrscher gewesen ist. Es ist ebenso möglich, dass er ein von Aksum abhängiger Lokalherrscher war oder sogar ein unabhängiges Königreich um Adulis beherrschte, dessen Hafen für den Fernhandel zwischen dem Mittelmeerraum und Indien von Bedeutung war (siehe Indienhandel).